# Guvernul Alexandru C. Moruzi (Iași)
Guvernul Alexandru C. Moruzi (Iași) a fost un consiliu de miniștri care a guvernat Principatul Moldovei în perioada 5 octombrie 1861 - 22 ianuarie 1862.
La data de 14 ianuarie 1862, prim-ministrul Alexandru C. Moruzi și ministrul Constantin N. Șuțu au plecat la București, în vederea unificării administrative a Principatelor. În absența lor, portofoliile lor au fost preluate ad-interim de către Ioan N. Cantacuzino (președinția Consiliului de Miniștri), Alexandru A. Cantacuzino (finanțe) și Leon Ghica (Lucrări publice).

## Componență
- Președintele Consiliului de Miniștri

Alexandru C. Moruzi (5 octombrie 1861 - 22 ianuarie 1862)
- Ministrul de interne

Ioan N. Cantacuzino (5 octombrie 1861 - 22 ianuarie 1862)
- Ministrul de externe

Leon Ghica (5 octombrie 1861 - 22 ianuarie 1862)
- Ministrul finanțelor

Alexandru C. Moruzi (5 octombrie 1861 - 22 ianuarie 1862)
- Ministrul justiției

ad-int. Ioan N. Cantacuzino (5 octombrie 1861 - 22 ianuarie 1862)
- Ministrul cultelor

Alexandru A. Cantacuzino (5 octombrie 1861 - 22 ianuarie 1862)
- Ministrul de război

Colonel Ioan Gr. Ghica (5 octombrie 1861 - 22 ianuarie 1862)
- Ministrul lucrărilor publice

Constantin N. Șuțu (5 octombrie 1861 - 22 ianuarie 1862)

## Sursă
- Stelian Neagoe - "Istoria guvernelor României de la începuturi - 1859 până în zilele noastre - 1995" (Ed. Machiavelli, București, 1995)

| Precedat(ă) de: Guvernul Anastasie Panu (Iași) | Guvernul Alexandru C. Moruzi (Iași) 5 octombrie 1861 - 22 ianuarie 1862 | Succedat(ă) de: Guvernul Barbu Catargiu |